# Flatholmen (Kvinnherad)
Pour les articles homonymes, voir Flatholmen (homonymie).
Flatholmen, est une île dans le landskap Sunnhordland du comté de Vestland. Elle appartient administrativement à Kvinnherad.

## Géographie
Rocheuse et couverte d'arbres, elle s'étend sur environ 368 m de longueur pour une largeur approximative de 239 m.
Reliée par un pont, elle compte une dizaine d'habitations.